# شهرستان کلمبیا (ویسکانسین)
شهرستان کلمبیا، ویسکانسین (به انگلیسی: Columbia County, Wisconsin) یک سکونتگاه مسکونی در ایالات متحده آمریکا است که در ویسکانسین واقع شده‌است.

## خصوصیات
شهرستان کلمبیا ۲٬۰۶۱٫۶۴ کیلومترمربع مساحت دارد.